# El juicio de Paris (Eccles)
El juicio de Paris (título original en inglés The Judgement of Paris) es una ópera (mascarada) de John Eccles con libreto de William Congreve, que fue musicado por otros compositores británicos. Se estrenó en marzo de 1701 en el Teatro de Dorset Garden. 
Es una ópera poco representada en la actualidad; en las estadísticas de Operabase aparece con sólo una representación en el período 2005-2010, siendo la primera de John Eccles.

## Historia
Un grupo de nobles ingleses encabezados por Lord Halifax se habían interesado en promover ópera cantada íntegramente en inglés (la mayor parte de las óperas inglesas de la época asumían la forma de semiópera, mezclando música y drama hablado. En un anuncio en el número del 18 de marzo de 1700 del periódico The London Gazette, se ofrecía un "premio musical" ("Musick Prize") para la mejor partitura del breve libreto de Congreve. El primer premio eran 100 guineas; el segundo, 50; el tercero, 30; y el cuerto, 20.
Cuatro compositores entraron en la competición: John Weldon, John Eccles, Daniel Purcell y Gottfried Finger. Sus obras se interpretaron individualmente durante la primavera del año 1701, luego representadas juntas en un gran final en el Teatro de Dorset Garden el 3 de junio de 1703. El público eligió al ganador. Eccles había esperado ganar pero en el acontecimiento fue el segundo, después de Weldon con Daniel Purcell tercero y Finger cuarto. La competición tuvo poco éxito a largo plazo en la promoción de la ópera íntegramente hablada en inglés. La escena londinense pronto estaría dominada por la ópera italiana y tanto Eccles como Daniel Purcell abandonaron escribir música teatral.
La competición se volvió a representar en el Royal Albert Hall como parte de la temporada de los BBC Proms de 1989. Anthony Rooley dirigió el Consorte of Musicke y el Concerto Köln en representaciones de las tres partituras que han sobrevivido (la de Finger se ha perdido). De nuevo, el público decidía, y esta vez le dieron el primer premio a Eccles.

## Grabación
The Judgment of Paris (versión de Eccles) Benjamin Hulett, Roderick Williams, Susan Bickley, Claire Booth, Lucy Crowe, Coro y orquesta de la Early Opera Company, dirigida por Christian Curnyn (Chandos, 1 CD, 2009).